# Redwood Falls
Redwood Falls es una ciudad ubicada en el condado de Redwood en el estado estadounidense de Minnesota. En el Censo de 2010 tenía una población de 5254 habitantes y una densidad poblacional de 377,2 personas por km².

## Geografía
Redwood Falls se encuentra ubicada en las coordenadas 44°32′45″N 95°6′16″O / 44.54583, -95.10444. Según la Oficina del Censo de los Estados Unidos, Redwood Falls tiene una superficie total de 13.93 km², de la cual 13,58 km² corresponden a tierra firme y (2,47 %) 0,34 km² es agua.

## Demografía
Según el censo de 2010, había 5254 personas residiendo en Redwood Falls. La densidad de población era de 377,2 hab./km². De los 5254 habitantes, Redwood Falls estaba compuesto por el 87,8 % blancos, el 0,65 % eran afroamericanos, el 6,59 % eran amerindios, el 0,69 % eran asiáticos, el 0,65 % eran de otras razas y el 3,64 % eran de una mezcla de razas. Del total de la población el 3,29 % eran hispanos o latinos de cualquier raza.